# サマーナイトエンターテイメント
サマーナイトエンターテイメントとは、東京ディズニーランドと東京ディズニーシーで夏季の夜間に開催されるエンターテイメントの総称。

## 東京ディズニーランド
東京ディズニーランドでは、2007年より、サマーナイトエンターテイメントには水を使用していて、2007年、2009年、2010年にはゲストに水をかけている、2008年も水は使用していたが、ショーの演出として使われただけである。
パイロ、ライト、フレームキャノンなどが使用されている。

### ブレイジング・リズム
開催期間
- 2003年7月1日〜9月19日
- 2004年7月17日〜8月31日
- 2005年7月1日〜8月31日

### ウェット&ワイルド・パイレーツナイト
シンデレラ城前の中央鑑賞エリアには座席は用意されておらず、抽選も無かった。そのためか、キャッスル・フォアコートに、たくさんのごみが捨てられていたこともあった。
開催期間
- 2007年7月20日〜8月31日　1日2回公演

概要
映画「パイレーツ・オブ・カリビアン」シリーズに出てくるジャック・スパロウ達などの海賊たちが水を使って、炎を使ってくる呪われた海賊と戦う。ちなみに、ジャック・スパロウはジョニー・デップ本人ではない。ただし、声は映画同様、平田広明が担当している。
ちなみに2007年は、映画「パイレーツ・オブ・カリビアン/ワールド・エンド」が公開され、その映画のテーマとなったアトラクション「カリブの海賊」の日本版がリニューアルオープンした年でもある。

#### 2011年版
2010年10月21日のオリエンタルランド社の広報に因れば、2011年7月8日から同年8月31日に、「パイレーツ・オブ・カリビアン」の世界をテーマにし、ジャック・スパロウが活躍する夜間ショーが予定されていた。
東日本大震災の影響で、予定されていた夜間ショーが中止になったことが2011年5月6日のオリエンタルランド社の広報で発表された。
『ウェット&ワイルド・パイレーツナイト”We're Back!”』という名称だった。

### スターライト・ドリームス
スターライト・ドリームス(Starlight Dreams)は、2008年に開催されたサマーナイトエンターテイメント。
このショーでも中央鑑賞エリアの抽選が行われたが、クール・ザ・ヒートの実施に伴いこのショーで初めて立ち見ブロックが設置された。抽選に当選すると自動で座席か立ち見かが振り分けられる。立ち見ブロックになった場合はブロック番号と場所を決める順番が書かれている。なおキッズエリアはブロック最前列に置かれた。
開催期間
- 2008年7月8日〜8月31日 1日2回公演

概要
25年間パークを見守り続けてきたシンデレラ城を主役に、水や炎、パイロ（演出用の花火）などの特殊効果を使った演出が魅力のサマーナイト・エンターテイメント。ウォータースクリーンにディズニー・ヴィランズが浮かび上がると炎が吹き出し、お城が壊れてしまうが、ミッキーの「夢よ、ひらけ。」の言葉とともにシンデレラ城が光に包まれる。

### クラブ・モンスターズ・インク“笑いってクール!”
クラブ・モンスターズ・インク“笑いってクール!”(Club Monsters, Inc It's Laughter We're After!)は、2009年に開催されたサマーナイトエンターテイメント。
シンデレラ城前の中央鑑賞エリアは、抽選制。
ステージから炎は噴き上がるが、フレームキャノンは使用されていない。
開催期間
- 2009年7月8日〜8月31日　1日2回公演

概要
映画『モンスターズ・インク』のサリーとマイクが、みんなを楽しませようとクラブパーティを開催する。
途中、興奮したファイアーモンスターが火を噴くと、それを火事だと勘違いした消防士姿のドナルドダックが放水。更には、また水道管の故障だと出てきたグーフィーがバルブを誤って開けてしまい、大量の水が噴出する。
登場キャラクター/モンスター
- マイク
- サリー
- ミスター・レッグスマン （モンスター界1の美脚の持ち主）
- ミニ・モンスター
- ミス・スクリーム
- ミス・マシンガントーク （早口なモンスター）
- ミスター&ミセス・アイボール
- ファイアーモンスター （興奮すると火を噴く）
- モンスターガールズ
- ミッキーマウス
- ミニーマウス
- プルート
- ドナルドダック
- グーフィー

使用楽曲
1. WELCOME TO THE CLUB
2. CLUB MONSTER,INC.
3. ONE NIGHT ONLY
4. MICKEY'S GOT THE BEAT (DANCING IN THE STREET)
5. FIRE
6. NIGHT OF FIRE
7. SHINDIG
8. EASY BUSY
9. CELEBRATION
10. BOOGIE WONDERLAND
11. Y.M.C.A.
12. CAN'T TAKE MY EYES OFF OF YOU

出典
- ディズニーファン2009年9月号

### ミッドサマーナイト・パニック
ミッドサマーナイト・パニック(Midsummer Night's Panic)は、2010年に開催されたサマーナイトエンターテイメント。
シンデレラ城前の中央鑑賞エリアは、抽選制の座席指定である、ショー1回につき約2000人程度の席が用意されている。
2009年と同様にフレームキャノンは使用されていない。
レーザー光線が緑、白、黄、の3色が使われていた。（黄色はほんの一瞬である）
開催期間
- 2010年7月8日〜8月31日　1日2回公演

概要
スティッチはミッキーや仲間たちを招いてハワイアンパーティーをはじめようとする。そこへ、ガントゥたちがスティッチを捕まえるために乱入してきて、リズムバトルになる。リズムバトルの最中、チキの神様が怒り出し、激しい雨が降り出して、観客も巻き込んでずぶ濡れになる、1回のショーで使われる水の量は約17トンである。
ショーの前半にお城投影されたロケットが、スティッチを捕まえるため下りてくるシーンがある、その後ショーの後半、一瞬であるが前半で下りてきたロケットが上へ吹っ飛んでゆくシーンが確認できる。
登場キャラクター/エイリアン
- ミッキーマウス、ミニーマウス、ドナルドダック、グーフィー、プルート
リロ アンド スティッチ ザ・シリーズより
  - リロ、スティッチ、エンジェル、ガントゥ、ハムスターヴィール博士

ジャングル・ブックより
  - バルー、キング・ルイ、モンキー

使用楽曲
出典

## 東京ディズニーシー

### ボンファイアーダンス
開催期間
- 2007年7月20日〜8月31日
- 2008年7月8日〜8月31日
- 2009年7月8日〜8月31日
- 2010年7月8日〜8月31日

## 関連
- ウォータープログラム - TDL,TDSで、夏季の昼間に開催されているスペシャルイベントの総称。